# Max Schmeling
Max Schmeling est un boxeur allemand né le 28 septembre 1905 à Klein Luckow (Mecklembourg-Poméranie-Occidentale) et mort le 2 février 2005 à Wenzendorf (Basse-Saxe). Il fut champion du monde des poids lourds entre 1930 et 1932.

## Biographie

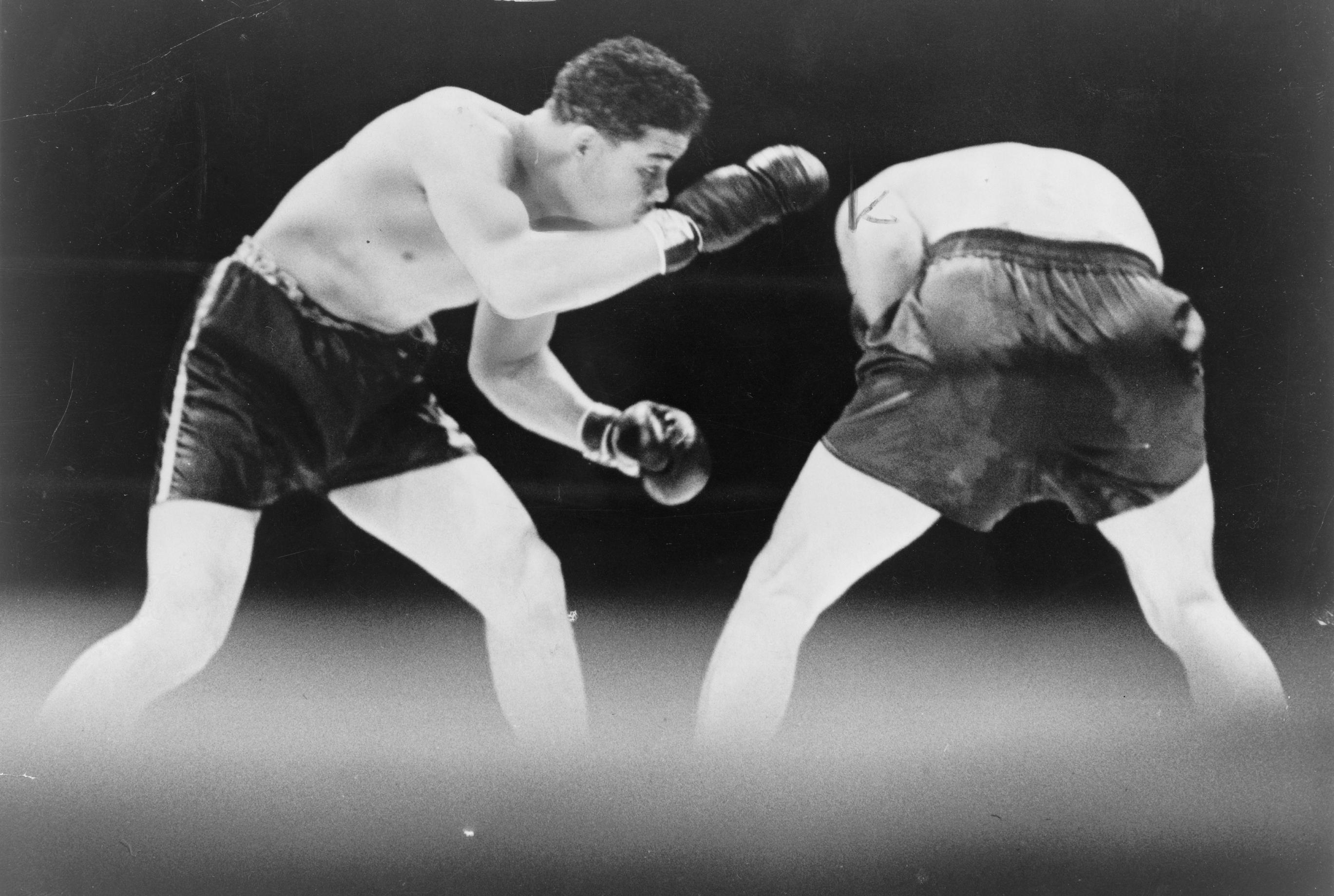
Max Schmeling face à Joe Louis (1936).

Marié à la star du cinéma allemand Anny Ondra (1902-1987), il est le deuxième boxeur européen sacré champion du monde poids lourds le 12 juin 1930 après avoir battu l'Américain Jack Sharkey.
Schmeling perd son titre aux points face au même Sharkey deux ans plus tard mais bat le boxeur américain Joe Louis le 6 juin 1936, mis à terre à la 4e reprise, puis mis KO au 12e round. Lors de la revanche organisée le 22 juin 1938, Louis gagne par KO technique au 1er round. Max Schmeling dira plus tard : 
«  Après cette défaite, je n'existais plus pour Hitler, mon nom avait disparu des journaux. »
Combattant héroïque des Fallschirmjäger (parachutistes de la Luftwaffe) pendant la Seconde Guerre mondiale, ses succès sont largement exploités par le régime nazi même s'il n'en est pas un sympathisant, bien qu'il ait été un ami de la famille Goebbels. Néanmoins, son manager, Joe Jacobs, était juif et il avait caché chez lui les deux enfants de son tailleur juif lors de la nuit de Cristal, enfants qu'il aidera ensuite à quitter l'Allemagne.
Après la guerre, il multiplie les opérations de relations publiques avec les forces armées américaines. Dans les années 1950, il travaille pour Coca-Cola Europe en Allemagne à un poste de grande responsabilité. Par la suite, il devient l'ami de Joe Louis. Il lui paye d'ailleurs plusieurs opérations et participe à ses frais d'enterrement en 1981. 
Il finit ses jours près de Hambourg à Hollenstedt où il repose aux côtés de son épouse Anny Ondra.
Le site BoxRec le classe dix-neuvième meilleur boxeur poids lourd de tous les temps.

## Distinctions
- Max Schmeling est élu boxeur de l'année en 1930 par Ring Magazine.
- Schmeling - Risko est élu combat de l'année en 1929.
- Schmeling - Stribling est élu combat de l'année en 1931.
- Baer - Schmeling est élu combat de l'année en 1933.
- Schmeling - Louis est élu combat de l'année en 1936.
- Il est membre de l'International Boxing Hall of Fame depuis 1992.

## Filmographie

### Cinéma
- 2010 : Le boxeur Henry Maske l'interprète dans Max Schmeling fim réalisé par Uwe Boll.

## Galerie d'images

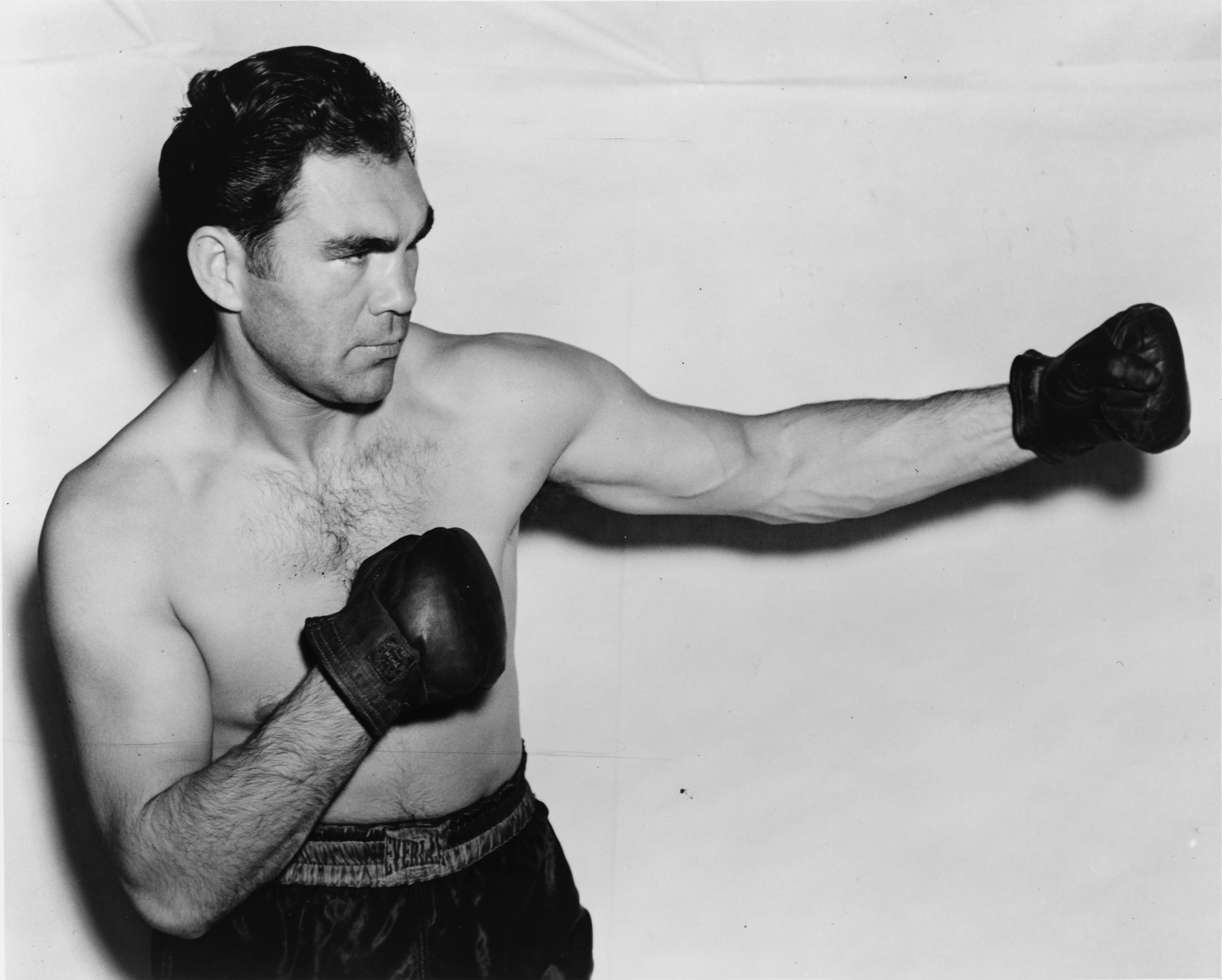
Max Schmeling en 1938.
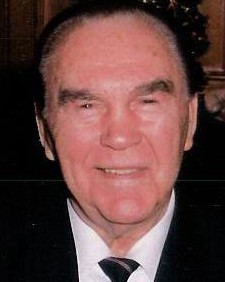
Max Schmeling en 1989.
Timbre allemand à son effigie, édité pour le centenaire de sa naissance, en 2005.
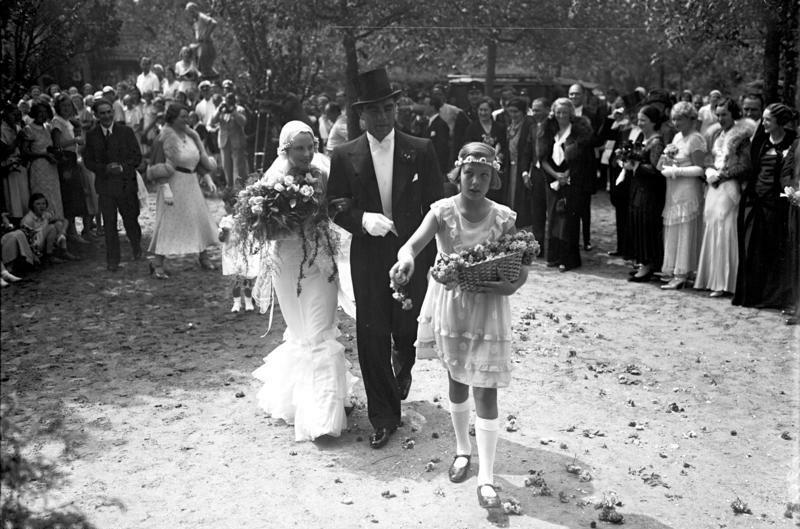
Le mariage de Max Schmeling avec Anny Ondra en 1933.
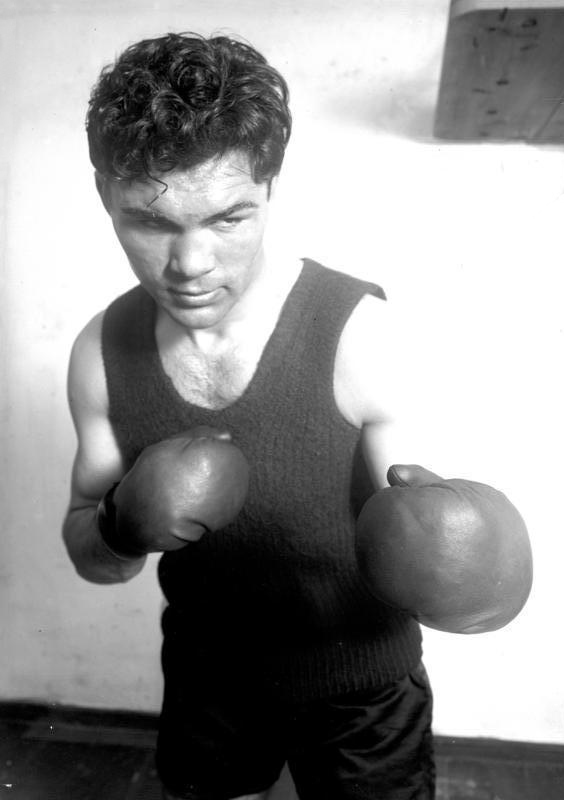
Max Schmeling en 1930.
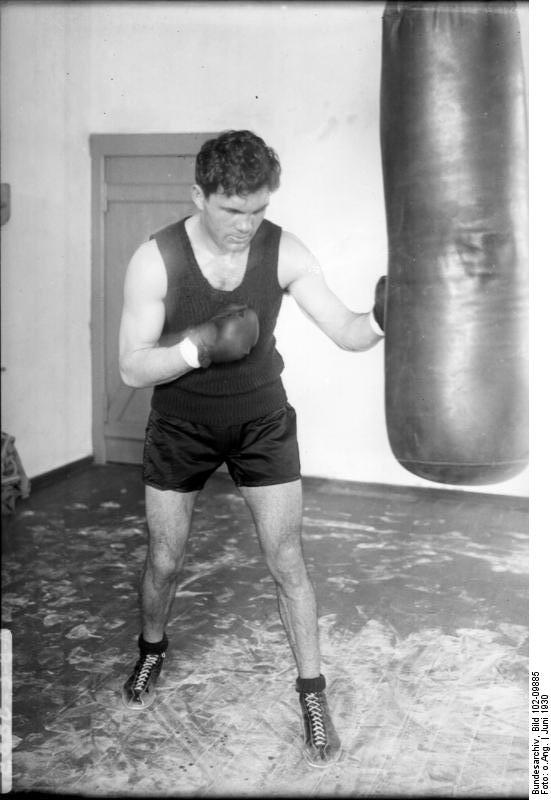
Max Schmeling à l'entraînement en 1930.
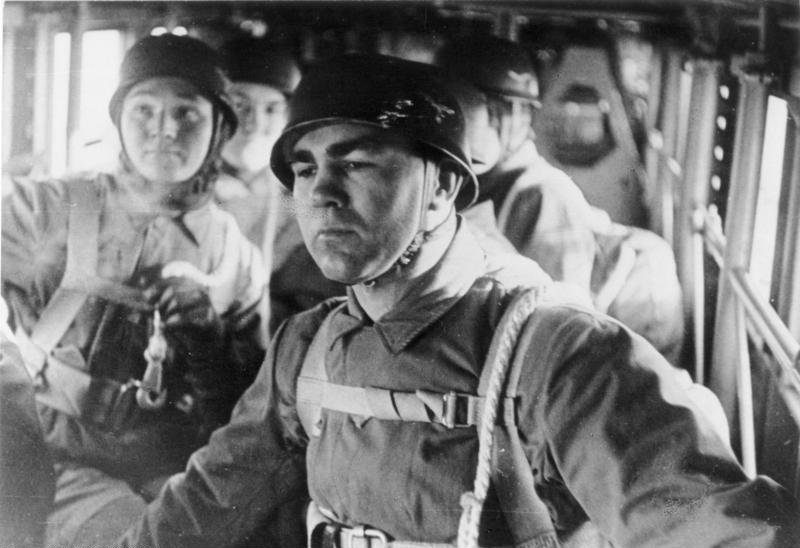
Max Schmeling enrôlé dans les troupes parachutistes durant la Seconde Guerre mondiale (1941).